# Ujung Batung
Ujung Batung is een bestuurslaag in het regentschap Pariaman van de provincie West-Sumatra, Indonesië. Ujung Batung telt 669 inwoners (volkstelling 2010).